# Magnus Körner
Magnus Peter Körner, född 12 december 1808 i Gårdstånga, Skåne, död 4 november 1864 i Lund, var en svensk konstnär, 1849-1864 akademiritmästare vid Lunds universitet.
Körners far var trädgårdsmästare på Viderups slott där Magnus fick skolundervisning. Senare studerade han för Anders Arvid Arvidsson och vid Konstakademien.
Körner illustrerade Sven Nilssons "Fauna" (1829-1840). Han var också verksam som målare, litograf och teckningslärare. 1831 inrättade Körner en litografisk anstalt i Lund, från vilken han utgav en mängd verk, särskilt illustrationer för i Lund utkommande vetenskapliga verk. Bland de mest kända är planschverken Skandinaviska foglar (1839-49), Skandinaviska däggdjur (1855) och 1842 en samling porträtt av Lunds universitets professorer.

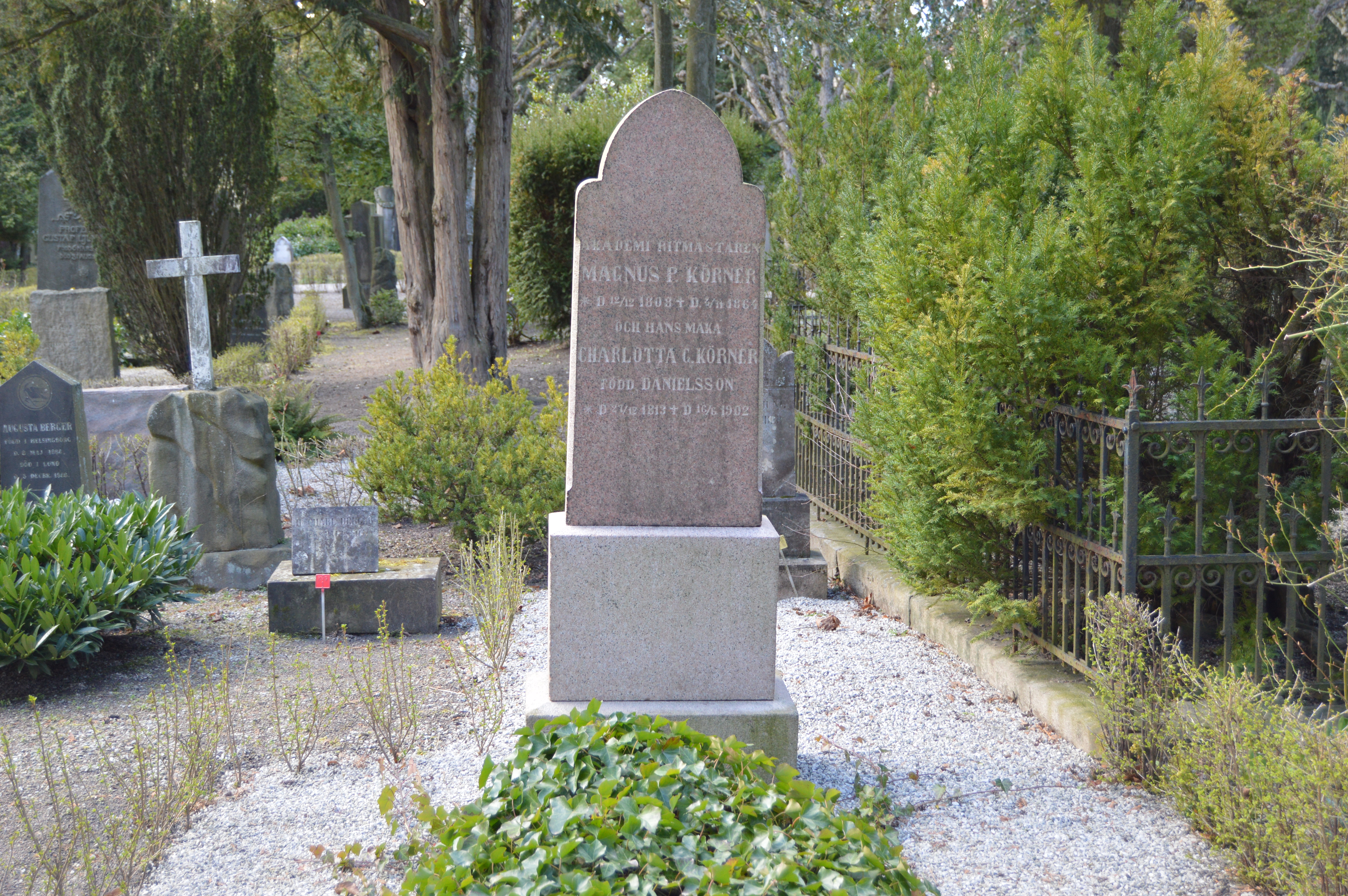
Magnus Körners gravvård på Östra kyrkogården i Lund.

Körner kom att hamna under stark ekonomisk press då han hade en stor familj att försörja. Han dog därför tidigt på grund av utslitning. Körner ligger begravd på Östra kyrkogården i Lund. Körner finns representerad vid bland annat Nationalmuseum i Stockholm och Lunds universitetsbibliotek.